# Shashi Deshpande
Shashi Deshpande (Dharwad, Karnataka, India, 1938), es una galardonada escritora hindú. Es la segunda hija de famoso dramaturgo y escritor canarés Sriranga. Nació en Karnataka y fue educada en Bombay y en Bangalore. Posee títulos en Economía y Leyes. En Bombay, estudió periodismo en el Bharatiya Vidya Bhavan y trabajó durante algunos meses como periodista para la revista ''Onlooker''.
Publicó su primera colección de cuentos en 1978, y su primera novela llamada ''La Oscuridad no tiene Miedo'', en 1980. Ganó el Premio Sahitya Akademi por su novela ''Aquel Largo Silencio'' en 1990 y el Premio Padma Shri en 2009. Su novela ''Juego de Sombras'' fue preseleccionada para el Premio de Literatura Hindú en 2014.
Deshpande ha escrito 4 libros infantiles, varios relatos cortos, y 9 novelas, además de numerosos ensayos perceptivos, actualmente disponibles en un volumen titulado ''Escribiendo desde el Margen y Otros Ensayos''.
El 9 de octubre de 2015, renunció a su cargo en el consejo general de Sahitya Akademi y devolvió el premio que recibió en aquella institución. Al hacerlo, se unió a una protesta más amplia junto con otros escritores hacia la inacción y al silencio ante el asesinato de M. M. Kalburgi.